# Megaleruca t-nigrum
Megaleruca t-nigrum is een keversoort uit de familie bladkevers (Chrysomelidae). De wetenschappelijke naam van de soort werd in 1868 gepubliceerd door Bertoloni.